# Autorretrato con sombrero de paja
Autorretrato con sombrero de paja (francés: Autoportrait au chapeau de paille, holandés: Zelfportret met strohoed ) es un autorretrato de la pintora francesa Élisabeth Vigée Le Brun, pintado en 1782, en óleo sobre lienzo, que mide 97,8 por 70,5 centímetros. Pertenece a la colección de la National Gallery de Londres desde 1897.

## Contexto
En sus memorias Vigée Le Brun afirmó que el pintor Claude Joseph Vernet le aconsejó que estudiara a los maestros flamencos. En 1782 fue a Bruselas, Ámsterdam y Amberes con su marido y vio el retrato de Pedro Pablo Rubens de Susanna Lunden (también conocida como Susanna Fourment con sombrero de paja) (aprox. 1622-1625). (Véase galería a continuación). Esta pintura le impresionó profundamente.
"El efecto de esta pintura se debe a los dos tipos diferentes de iluminación que crean la sencilla luz del día y la luz del sol. La pintura me causó tal impresión que cuando pinté mi propio retrato utilicé esos mismos efectos".
Realizó su primera versión de "Autorretrato con sombrero de paja" en Bruselas, como una especie de imitación libre de la obra de Rubens. 
El cuadro que constituye el tema principal de este artículo es una réplica de aquella primera versión, que pintó cuando regresó a París.
En el mismo período, hizo un retrato muy similar con mismo sombrero de paja de Yolande de Polastron, la duquesa de Polignac. 

## Descripción
El autorretrato con sombrero de paja puede verse principalmente como un estudio del efecto de la luz, en el espíritu de Rubens. En parte porque sus ojos están a la sombra del sombrero, la mirada del espectador se dirige inmediatamente al cuello iluminado desde abajo, que se ensancha hasta su escote central. En otras partes de la obra logra reintroducir el brillo de la luz natural reflejada directamente en el espíritu de su gran ejemplo. Se muestra al aire libre, con un apacible cielo claro de fondo pero lleno de nubes, contrasta así especialmente en la composición de colores con la que la pintora se reproduce a sí misma. Contrariamente a Rubens que pone un fuerte énfasis en el seno de su modelo, ella se presenta como una personalidad completa y emancipada.
Vigée-Le Brun se retrata como una joven encantadora con una pose y apariencia inusualmente naturales para la época. No lleva corsé ni peluca, lo cual era muy inusual en el período tan cercano a la Revolución Francesa. No lleva colorete en las mejillas y su cabello no está empolvado de blanco. Mira con confianza al espectador, con ojos penetrantes, una nariz pequeña y delicada y labios finos. Su indumentaria, en un estilo entonces llamado "a la grècque", está de moda pero es relativamente sencilla, sin accesorios ni drapeados barrocos. Lleva aretes y un extravagante sombrero de paja decorado con flores y plumas de avestruz en la cabeza, lo que se consideraba de buen gusto artístico en la época. Paleta y pinceles indican su profesión, lo que era excepcional para las mujeres de la época.
El estilo suave y favorecedor es típico de Vigée Le Brun. Por muy sentimental que pueda parecer su autorretrato para los estándares actuales, se consideró innovador y moderno para su época, principalmente por su sencillez natural. Anticipó el retrato neoclásico de Jacques-Louis David, que llegaría a la fama en la época de Napoleón. Vigée Le Brun, que encontró a sus mecenas más importantes entre la aristocracia francesa y, en particular, también trabajó para María Antonieta, huyó a Florencia, Roma, Viena y San Petersburgo después de la revolución francesa. No regresaría a París hasta después de la caída de Napoleón en 1815.

## En sus propias palabras
Vigée Le Brun habló sobre el cuadro 'Sombrero de paja' en sus memorias.
Regresamos a Flandes para ver las obras maestras de Rubens . ... En Amberes dí con el famoso "Sombrero de paja", que últimamente ha sido vendido a un inglés por una gran suma. Este admirable cuadro representa a una mujer por Rubens. Me encantó e inspiró hasta tal punto que me hice un retrato en Bruselas, esforzándome por obtener los mismos efectos. Me pinté con un sombrero de paja en la cabeza, una pluma y una guirnalda de flores silvestres, mientras sostenía mi paleta en la mano.
Cuando el retrato se expuso en el Salón, confieso que contribuyó considerablemente a mejorar mi reputación. El célebre Johann Sebastian Mueller hizo un grabado a continuación, pero hay que entender que las sombras oscuras del grabado arruinaron todo el efecto de tal imagen.
Poco después de mi regreso de Flandes, el autorretrato y otras obras mías fueron la razón por la cual Joseph Vernet me propuso para ingresar en la Academia Real de Pintura y Escultura. No obstante, Monsieur Jean-Baptiste Marie Pierre, el entonces primer pintor del rey, se opuso firmemente a su ingreso, no deseando, dijo, que se admitieran mujeres. Aunque Mme. Anne Vallayer-Coster, que pintaba flores maravillosamente, ya había sido admitida, y creo que Mme. Vien (Marie-Thérèse Reboul) también  había sido admitida. Monsieur Pierre, un pintor muy mediocre, era un hombre inteligente. Además, era rico.... Su oposición podría haberme resultado fatal si todos los verdaderos amantes de la pintura no estuvieran en la Academia y si no hubieran formado una camarilla, a mi favor, contra la del señor Pierre. Y finalmente, fui admitida...

## Galería

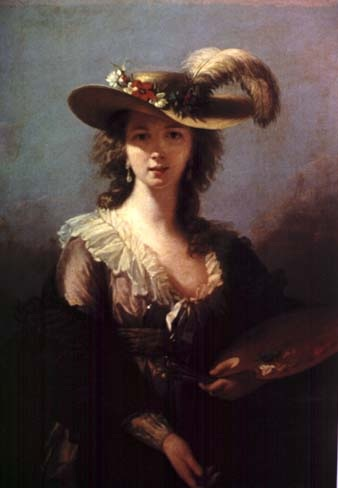
Primera versión, 1782,colección privada, Suiza.
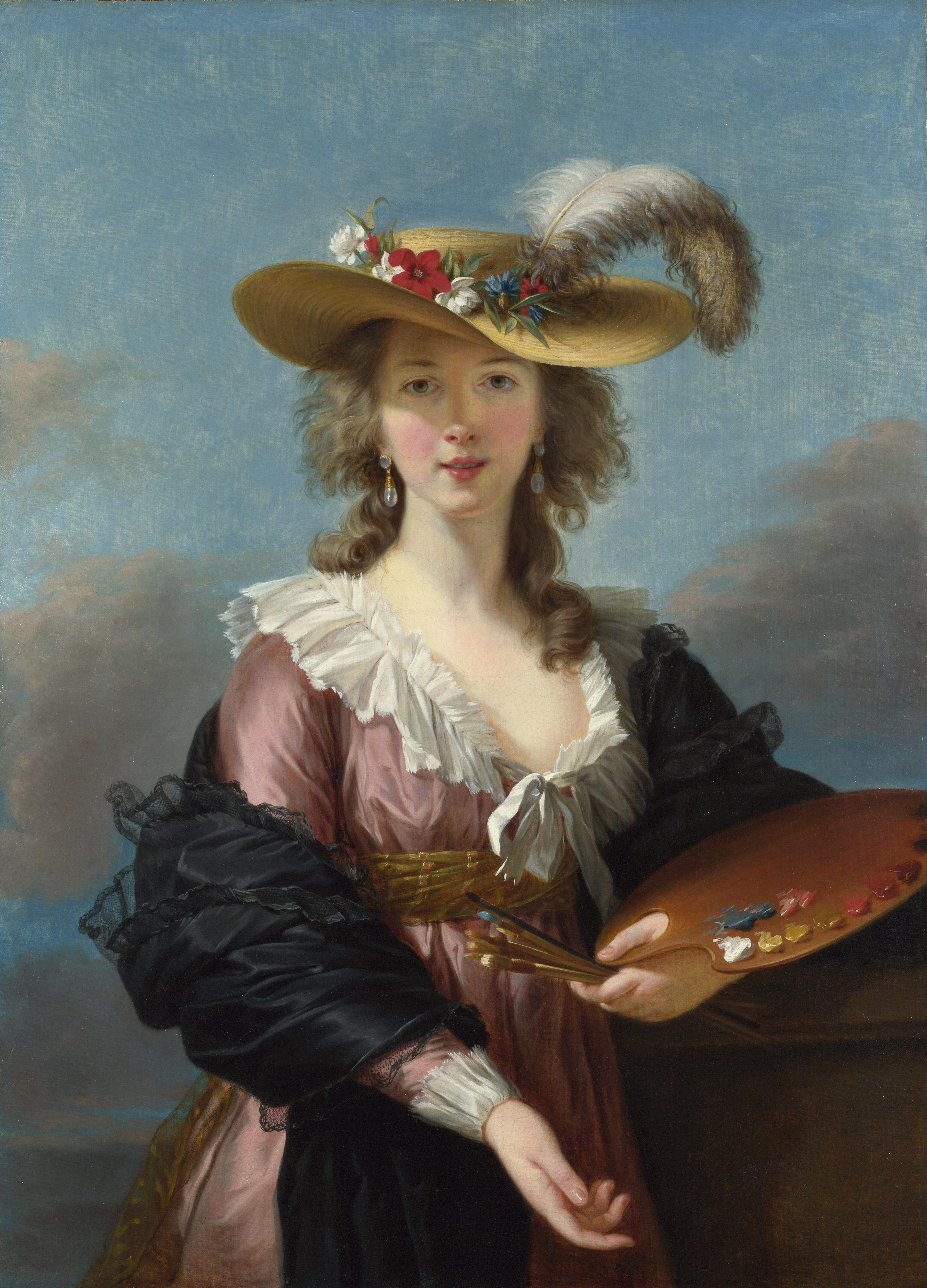
Autorretrato con sombrero de paja., National Gallery, Londres
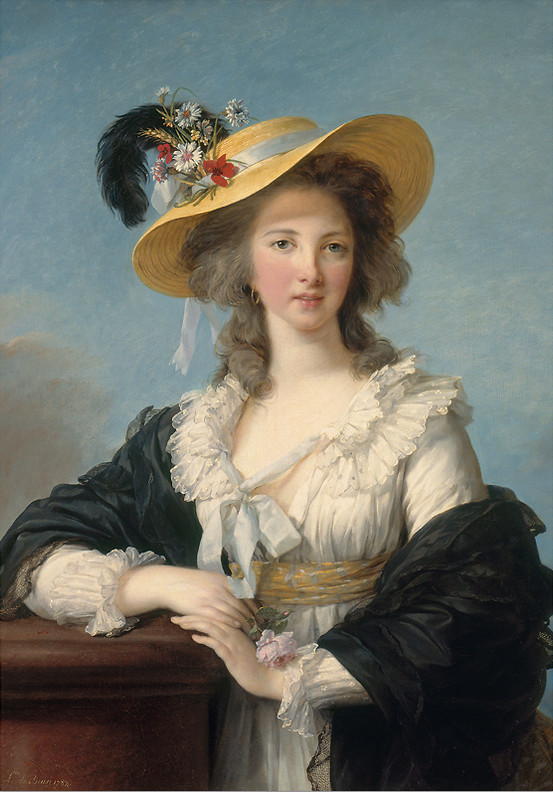
Retrato de la duquesa de Polignac, 1782 oleo sobre lienzo. Museo de la Historia de Francia (Versalles).
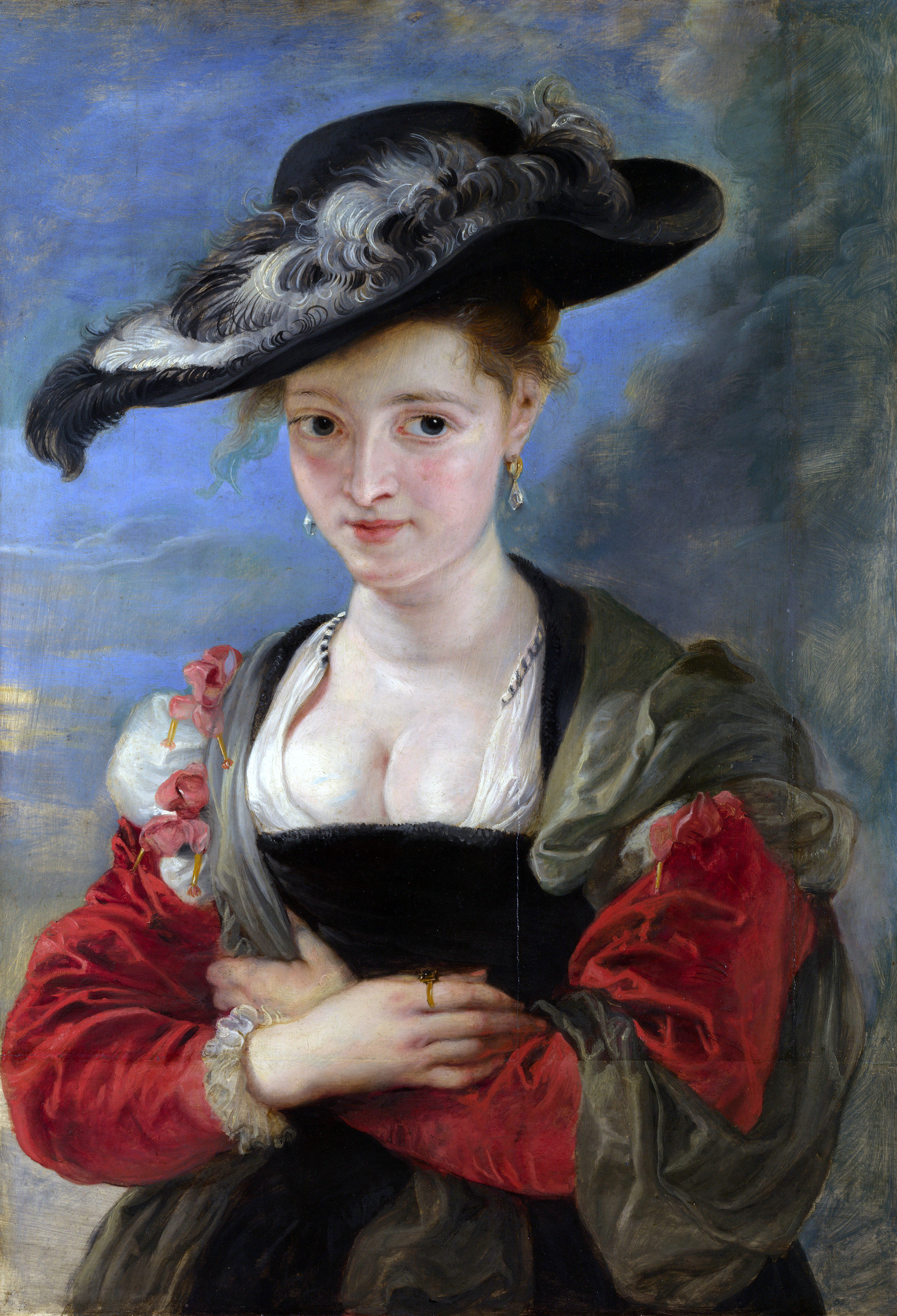
Rubens: Retrato de Susana Lunden (o Susanna Fourment con sombrero de paja, 1622-1625) Nota: su sombrero es de fieltro, no de paja.